# Reșnivka, Krasîliv
Reșnivka (în ucraineană Решнівка) este un sat în comuna Sevriukî din raionul Krasîliv, regiunea Hmelnîțkîi, Ucraina.

## Demografie
Componența lingvistică a localității Reșnivka
     Ucraineană (98,88%)
     Rusă (1,12%)
Conform recensământului din 2001, majoritatea populației localității Reșnivka era vorbitoare de ucraineană (98,88%), existând în minoritate și vorbitori de rusă (1,12%).